# Fanambana
Fanambana est une commune rurale malgache, située dans la partie nord-est de la région de Sava.